# 兵符

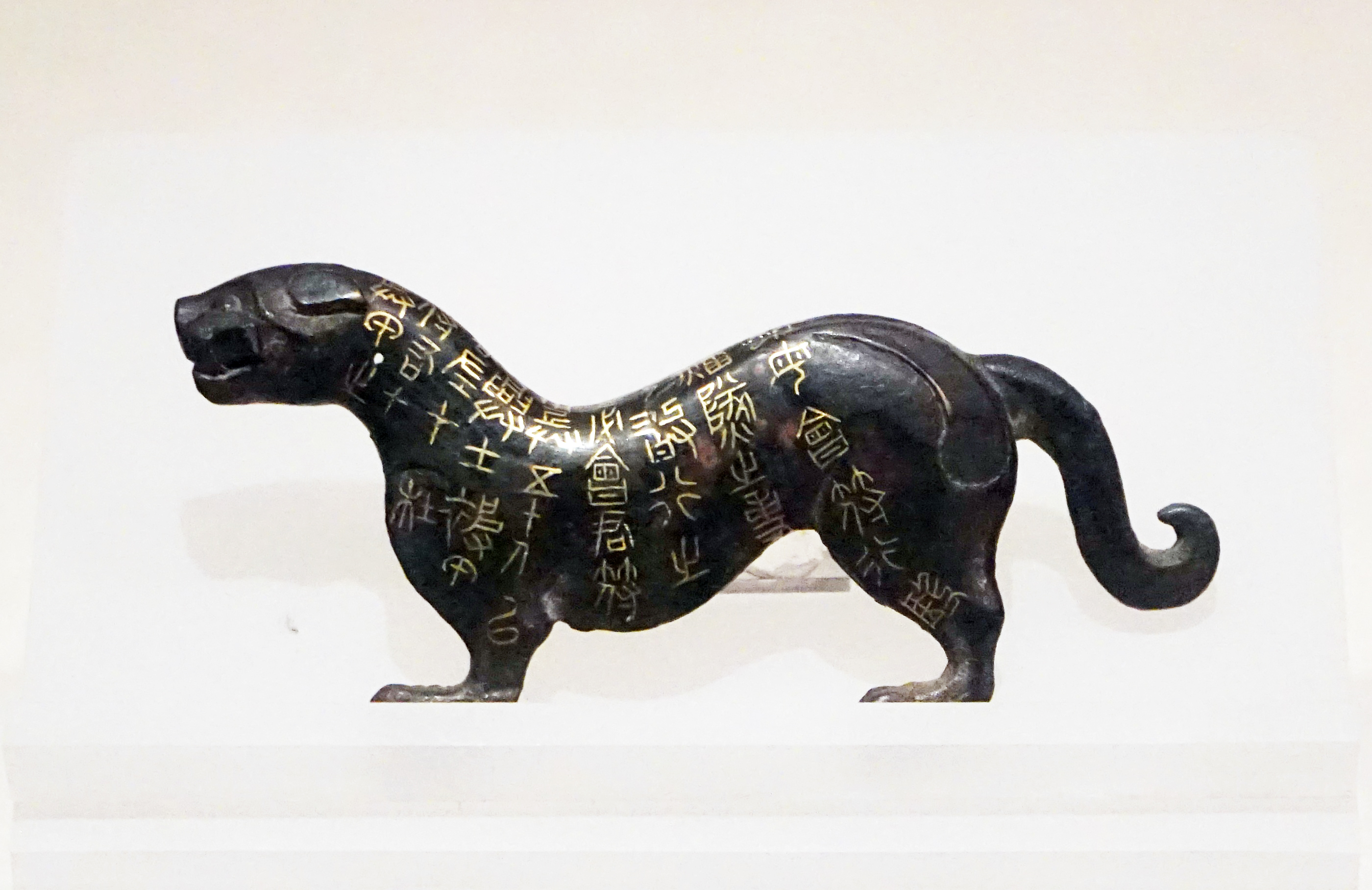
杜虎符，西安南郊山门口出土

兵符是中国古代調兵或传达命令所用的憑證，用銅、玉、木或石制成。形状似虎，也称作虎符。兵符制成两半，一半留给君主，另一半交给下属，须两半符合后命令才能生效。现存最早的虎符原物为1973年在当时西安南郊（今雁塔区）北沈家桥村出土的杜虎符。